# Amargatitanis
Amargatitanis is een geslacht van plantenetende sauropode dinosauriërs, behorend tot de groep van de Neosauropoda, dat tijdens het Vroege Krijt leefde in het gebied van het huidige Argentinië

## Vondst en naamgeving
De typesoort Amargatitanis macni werd in 2007 benoemd en beschreven door Sebastián Apesteguía op basis van holotype en syntypen MACN PV N51, MACN PV N53, en MACN PV N34, bestaande uit een reeks van twee staartwervels, een reeks van zes staartwervels, een schouderblad, een rechterdijbeen en een rechtersprongbeen, materiaal op 11 tot 16 maart 1983  bij de rivier La Amarga, in de provincie Neuquén, gevonden  door een team onder leiding van José Fernando Bonaparte.
De geslachtsnaam verwijst naar de rivier en de La Amarga-formatie waar de fossielen aangetroffen zijn en naar de Titanosauria; omdat  Amarga vrouwelijk is, werd de vrouwelijke vorm van titan gekozen, titanis. De soortaanduiding verwijst naar het acronym van het Museo Argentino de Ciéncias Naturales (MACN).
De waarde van de vondst is omstreden gebleken. Verschillende onderzoekers beschouwden de soort als een nomen dubium.
In 2016 concludeerde een studie door Pablo Ariel Gallina dat de syntypen MACN PV N34, het linkerschouderblad, en MACN PV N51(A–F), de reeks van zes staartwervels, vermoedelijk tot een andere soort behoorden, een exemplaar dat in 1986 honderden meters verderop was gevonden. Het typemateriaal vertegenwoordigde dus een chimaera. Gallina wees MACN PV N53 aan als het lectotype en breidde dat uit met enkele beenderen waarvan hij op grond van de vondstnotities had afgeleid dat ze tot hetzelfde individu behoorden. Het bestaat in die omvang uit twee staartwervels, een rechterzitbeen, een rechterdijbeen, een rechterscheenbeen, een stuk rechterkuitbeen, een rechtersprongbeen en een stuk van het eerste middenvoetsbeen. Het materiaal komt meer bepaald uit de Puesto Antigual-afzetting die dateert uit het Barremien. Gallina kon vaststellen dat teenkootjes in 1983 vermeld ondertussen kennelijk verloren waren gegaan. Volgens Gallina vertegenwoordigen de resten een geldig taxon.
In 2021 stelde een studie dat het holotype een vrij oud exemplaar vertegenwoordigt.

## Beschrijving

De botten van het holotype

Het dijbeen heeft een lengte van 103 centimeter wat wijst op een lichaamslengte van ruim tien meter en een gewicht van ruwweg vijf ton.
Gallina stelde in 2016 een herziene lijst van onderscheidende kenmerken vast. Sommige daarvan zijn unieke afgeleide eigenschappen, autapomorfieën. Bij de staartwervels is de voorste groeve die ligt tussen de richel die van het wervellichaam naar de diapofyse loopt en het voorste gewrichtsuitsteeksel, diep en voorzien van een interne verticale richel. Het bovendeel van het dijbeen is breed ten opzichte van de onderkant. Het sprongbeen heeft een diepe halvemaanvormige groeve aan de achterkant, aan de onderzijde doorboord door twee foramina. Daarnaast is er een symplesiomorfie die gedeeld wordt met andere Flagellicaudata maar uniek is voor de deelgroep waartoe Amargatitanis vermoedelijk behoort: de vierde trochanter is laag geplaatst, op de middelste hoogte van de achterkant van het dijbeen.
Het dijbeen is bovenaan een vijfde breder dan onderaan.

## Fylogenie
Apesteguía plaatste Amargatitanis in 2007 in de Titanosauria, zonder exacte kladistische analyse. De soort zou daarmee de oudste titanosauriër van Patagonië zijn, een van de redenen dat andere onderzoekers de identificatie betwijfelden. Deze was voornamelijk gebaseerd op de vorm van het schouderblad, dus een van de elementen waarvan Gallina vaststelde dat ze niet tot de soort behoorden. Gallina voerde wel een analyse uit met als uitkomst dat Amargatitanis een lid was van de Dicraeosauridae. Dat werd in 2021 bevestigd.